# The Young Riders
The Young Riders (dt. Titel: 7 für die Gerechtigkeit) ist eine US-amerikanische Western-Serie, die von 1989 bis 1992 ausgestrahlt wurde.

## Überblick
Die Handlung spielt im US-amerikanischen Dakota-Territorium um 1860 herum. Im Ort St. Joseph leitet der ehemalige Texas Ranger Teaspoon die Poststation des Pony-Express. Für die Kurierdienste setzt er sieben junge Postreiter (Young Riders) ein: den aus den Südstaaten stammenden „Kid“, die als Junge verkleidete Lou McCloud, den hitzköpfigen James Butler Hickok, den stummen Ike McSwain, den Halbblut Buck Cross, den Schwarzen Noah Dixon und den lebenslustigen William Cody. Auf ihren oft gefährlichen Reisen müssen sich die Young Riders einerseits gegen genretypische Schurken wie Räuberbanden, marodierende Indianer, korrupte Beamte etc. bewähren, andererseits auch mit persönlichen Problemen befassen.

## Darsteller
- Stephen Baldwin spielt den historischen Charakter William Cody. In der Serie ist Cody ein lebenslustiger Draufgänger.
- Josh Brolin verkörpert James Butler Hickok, ebenfalls ein historischer Charakter. „Jimmy“ ist ein Hitzkopf, der oft Probleme durch spektakulären Umgang mit dem Colt löst, und zu seinem Unwillen zunehmend zu Duellen herausgefordert wird.
- Ty Miller spielt „The Kid“, einen sanftmütigen Südstaatler. Da in der Serie der Sezessionskrieg bevorsteht, eckt er aufgrund seiner Herkunft öfters an.
- Gregg Rainwater verkörpert den Halbblut Running Buck Cross, ein Kind von einer Kiowa-Mutter, die von einem Weißen vergewaltigt wurde. Buck, der sowohl von Weißen als auch Indianern diskriminiert wird, aber sich auch beiden zugehörig fühlt, ist ein exzellenter Messerwerfer.
- Travis Fine spielt Ike McSwain, der als Kind schwer krank war und seitdem stumm ist. Seitdem ihm Buck die Zeichensprache beibrachte, sind sie beste Freunde.
- Don Franklin verkörpert Noah Dixon, einen intelligenten Schwarzen, der sich öfters gegen Rassismus durchsetzen muss.
- Yvonne Suhor spielt Louise McCloud, die sich zuerst als Junge verkleidet, da sie fürchtet, sonst nicht ernst genommen zu werden. „Lou“ lief einst von ihrem Vater weg, der sie regelmäßig verprügelte.
- Anthony Zerbe verkörpert Aloysius „Teaspoon“ Hunter, den schrulligen, aber durchsetzungsstarken Leiter der Postamtes in St. Joseph. Für die jungen Reiter ist er der Ersatzvater.

## Hintergrund
Von Young Riders wurden von 1989 bis 1992 drei Staffeln mit jeweils 21 Folgen ausgestrahlt. In Deutschland wurde 1991 die erste Staffel mit 21 Folgen unter dem Titel 7 für die Gerechtigkeit im Ersten Deutschen Fernsehen übertragen. Obwohl durchgehend viele Western-typische Actionszenen vorkamen, wurden auch gesellschaftskritische Themen wie weibliche Gleichberechtigung (verkörpert durch Lou McCloud), Rassismus (Noah Dixon, Buck Cross), Sklaverei in den USA (Noah Dixon, The Kid) oder Schießereien als „Problemlösung“ (Jimmy Hickok) thematisiert.
Die Macher des Filmes Young Guns (1988) erhoben gegen Young Riders den Vorwurf des Plagiats, da sie sich durch die ähnliche Thematik ihr Copyright verletzt sahen.